# Authiou
Authiou ist eine französische Gemeinde mit 40 Einwohnern (Stand 1. Januar 2022) im Département Nièvre in der Region Bourgogne-Franche-Comté (vor 2016 Bourgogne). Sie gehört zum Arrondissement Clamecy und zum Kanton Corbigny (bis 2015 Brinon-sur-Beuvron). 

## Geographie
Authiou liegt etwa 38 Kilometer nordnordöstlich von Nevers am Rande des Morvan. Umgeben wird Authiou von den Nachbargemeinden von Chazeuil im Norden und Westen, Chevannes-Changy im Osten und Nordosten, Champlin im Südosten, Arthel im Süden sowie Arzembouy im Südwesten.

## Bevölkerungsentwicklung
| Jahr                       | 1962 | 1968 | 1975 | 1982 | 1990 | 1999 | 2006 | 2011 | 2016 |
| Einwohner                  | 71   | 74   | 43   | 40   | 33   | 34   | 33   | 38   | 43   |
| Quellen: Cassini und INSEE |      |      |      |      |      |      |      |      |      |

## Sehenswürdigkeiten

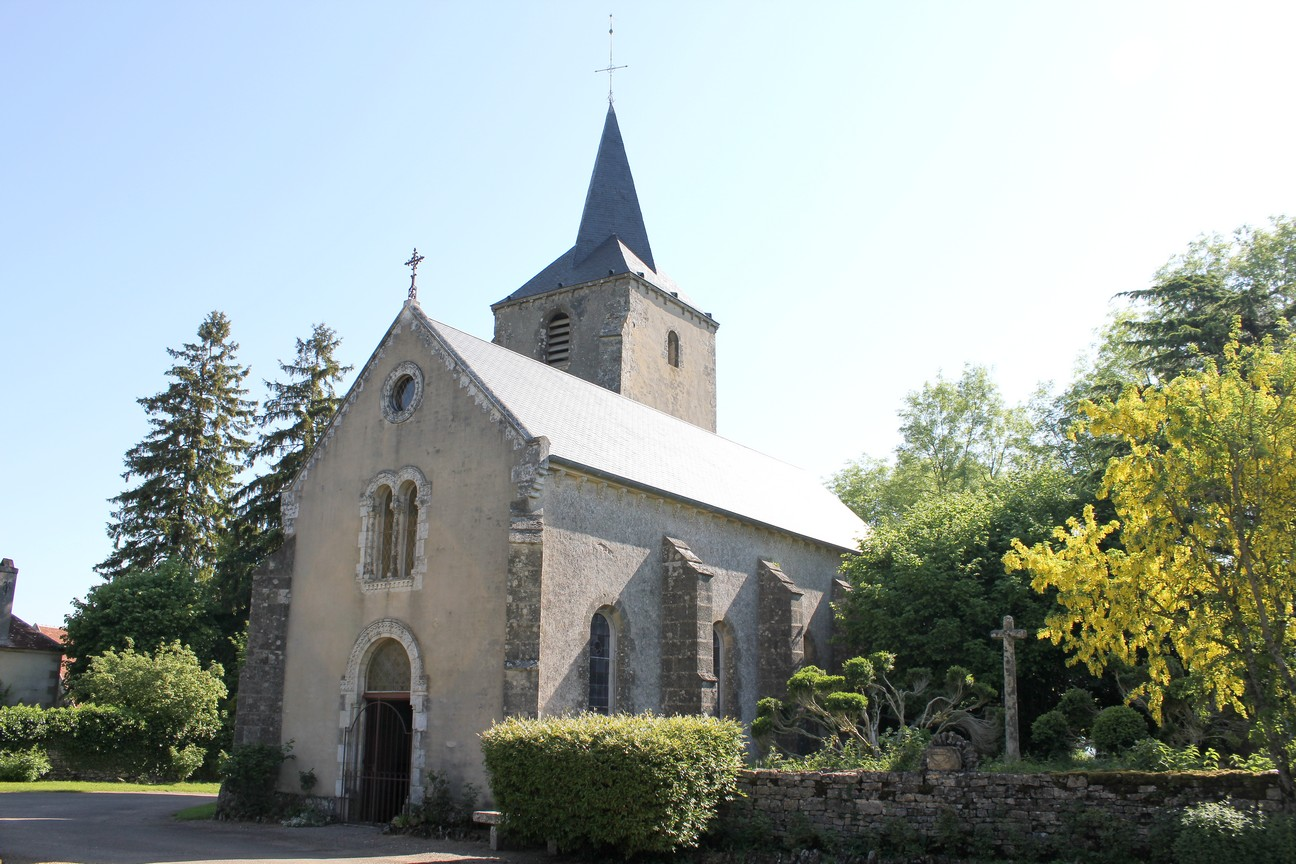
Kirche Saint-Sulpice

- Kirche Saint-Sulpice aus dem 12. Jahrhundert